# Media (fonetik)
Media (efter latinets [littera] media, '[den] mellersta [bokstaven') är ett äldre fonetiskt begrepp för en viss typ av konsonantljud. Det används bland annat vid beskrivandet av ljud i gammal grekiska och syftar i på tonande klusiler – främst [b], [d] och [g].
Pluralformen av ordet är mediae eller medior.